# Tonga na Letnich Igrzyskach Paraolimpijskich 2004
Tonga na Letnich Igrzyskach Paraolimpijskich 2004 w Atenach reprezentowała jedna lekkoatletka, która nie zdobyła żadnego medalu. Był to drugi start reprezentacji Tonga na igrzyskach paraolimpijskich (po występie w roku 2000).

## Wyniki

### Lekkoatletyka
Konkurencje techniczne
| Zawodniczka     | Konkurencja        | Finał    | Finał   | Źródło |
| Zawodniczka     | Konkurencja        | Rezultat | Miejsce | Źródło |
| --------------- | ------------------ | -------- | ------- | ------ |
| Alailupe Valeti | pchnięcie kulą F12 | 7,48 m   | 10      | [ 2 ]  |